# Elimi Bırakma
Elimi Bırakma es una serie de televisión turca producida por Üs Yapım para TRT 1, basada en el drama coreano titulado Shining Inheritance.

## Trama
Azra vivió una vida perfecta hasta el día en que su padre murió en el día del cumpleaños de él por una misteriosa explosión, y su madrastra Szunru (Dolunay Soysert) la deja sin hogar ni dinero junto a su hermano autista. Cenk, por otro lado, es el hijo mimado e irresponsable de una adinerada familia, que se niega a hacerse cargo del negocio familiar. Cuando el hermano de Azra desaparece, ella conocerá a la señora Feride, que es la abuela de Cenk.

## Reparto
- Alina Boz como Azra Güneş Çelen
- Alp Navruz como Cenk Çelen
- Dolunay Soysert como Sumru Güneş
- Seray Gözler como Feride Çelen
- Batuhan Ekşi como Tarık Yelkenci
- Cemre Gümeli como Cansu Kara
- Burak Tamdoğan como Azmi Yelkencis
- Ebru Aykaç como Serap Çelen
- Gökçe Yanardağ como Hülya Akgün
- Ertuğrul Postoğlu como Mesut Akgün
- Cemre Baysel como Melis Çelen
- Emre Bey como Arda Çelen
- İpek Filiz Yazıcı como Ceyda
- Süeda Çil como Gönül
- Yıldırım Şimşek como Nazım
- Emre Ozan como Efkan
- Özgür Kaymak como Belkıs
- Yiğit Kağan Yazıcı como Mert Güneş
- Ercan Özdal como Hasan
- Hüseyin Avni Danyal como Kemal Güneş

## Temporadas
| Temporada | Temporada | Episodios | Rango de episodios | Emisión original        | Emisión original        |
| Temporada | Temporada | Episodios | Rango de episodios | Inicio                  | Final                   |
| --------- | --------- | --------- | ------------------ | ----------------------- | ----------------------- |
|           | 1         | 43        | 1 - 43             | 22 de julio de 2018     | 3 de junio de 2019      |
|           | 2         | 16        | 44 - 59            | 8 de septiembre de 2019 | 24 de diciembre de 2019 |

## Premios y nominaciones
| Año  | Premios               | Categoría             | Nominado(a)            | Resultado | Ref.  |
| ---- | --------------------- | --------------------- | ---------------------- | --------- | ----- |
| 2018 | Premios Altın Kelebek | Mejor pareja de serie | Alina Boz - Alp Navruz | Nominados | [ 3 ] |